# Понура
Понура (рос. Понура) — річка в Україні, у Дубенському районі Рівненської області. Ліва притока Замишівки, (басейн Прип'яті).

## Опис
Довжина річки приблизно 6,26 км, найкоротша відстань між витоком і гирлом — 3,56,49  км, коефіцієнт звивистості річки — 1,76 . Повністю каналізована.

## Розташування
Бере початок на північно-західній стороні від села Зелений Дуб. Спочатку тече на північний захід, на північно-східній стороні від села Майдан річка тече переважно на північний схід і неподалік від урочища Гурби впадає у річку Замишівку, праву притоку Тартачки.